# 唐喜成
唐喜成（1924年—1993年），河南省尉氏县人，著名豫剧表演艺术家，擅长以“二本腔”（假声）演唱豫剧。十岁进河南省长葛县万乐社科班，从师魏德海、高永安、吴同保等人。十八岁正式在中牟县登台演出。中华人民共和国成立后，他先后在中原豫剧团、河南省人民剧团、河南省歌剧团、河南豫剧二团工作。代表作有《南阳关》、《辕门斩子》和《三哭殿》等。他是豫剧唐派的创始人，生行的代表人物。

## 主要亲传弟子
- 贾廷聚（1937年—），南乐县人；
- 杨志礼（1944年—），商丘人；
- 颜永江（1957年—），襄城县人；
- 袁国营
- 叶华（1944年—），平舆县人；
- 任家波
- 孙应杰
- 冯振庭
- 杨少龙（1964年—），林县人；